# Christian Orb
Christian Orb (in amtlichen Dokumenten Christian Orb II.) (* 25. Januar 1813 in Westhofen; † 8. April 1887 ebenda) war ein hessischer Gutsbesitzer und Politiker und Abgeordneter der 2. Kammer der Landstände des Großherzogtums Hessen.
Christian Orb war der Sohn des Bäckermeisters und Gutsbesitzers Valentin Orb (1778–1835) und dessen zweiter Ehefrau Sibilla Katharina, geborene Keller. Orb, der evangelischen Glaubens war, war Gutsbesitzer in Westhofen und heiratete 1853 Katharina Elisabeth geborene Bachmann (1824–1886).
Von 1865 bis 1866 gehörte er der Zweiten Kammer der Landstände an. Er wurde für den Wahlbezirk Rheinhessen 7/Osthofen gewählt. 1852 bis 1887 war er Bürgermeister in Westhofen.